# Vriesea splendens
Vriesea splendens, tiếng Anh gọi là Flaming Sword, là một loài thực vật có hoa thuộc họ [[Bromeliaceae]], phân họ Tillandsioideae. Là loài bản địa của Đông Venezuela và Guyane thuộc Pháp, chúng được di thực tới châu Âu năm 1840 sau cuộc khám phá Tân Thế giới. Loài Vriesea này có mép lá trơn, dải màu nâu tạo thành khối lá hình hoa thị, thường sinh ra một cụm hoa đỏ rực có dạng một thanh kiếm.

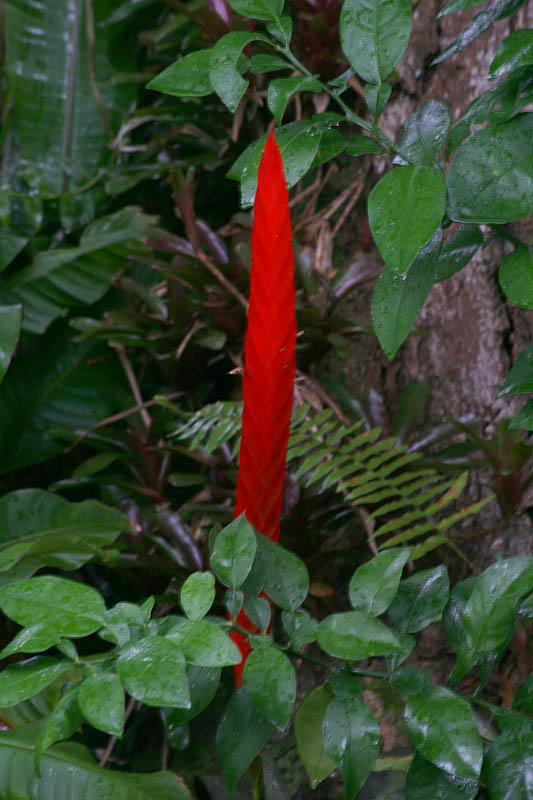
Hoa